# Эйвазлы (Губадлинский район)
Эйвазлы (азерб. Eyvazlı) — село в административно-территориальном округе села Новлу Губадлинского района Азербайджана. Расположено на берегу реки Базарчай. Через село проходит автодорога, соединяющая армянские города Горис и Капан.
Уроженцем Эйвазлы является Валех Баршатлы — первый министр обороны Азербайджана, со времени восстановления его независимости в 1991 году. Генерал-лейтенант (1980), участник Первой карабахской войны.

## История
В 1908 году в III участке Зангезурского уезда Елизаветпольской губернии располагались сёла Эйвазлу Верхнее с населением 168 человек и Эйвазлу Нижнее с населением 75 человек, все — азербайджанцы (в источнике — «татары»).
В ходе Первой карабахской войны, в 1993 году село было занято армянскими вооружёнными силами, и до 2020 года находилось под контролем непризнанной НКР. После Второй карабахской войны, произошедшей осенью 2020 года, небольшие участки в Губадлинском и Зангеланском районах Азербайджана оставались под контролем армянской стороны. По словам премьер-министра Армении Никола Пашиняна, 9 ноября, во время подписания заявления о прекращении огня, стороны достигли «устного взаимопонимания» о том, чтобы «провести уточнение пограничных точек» на этих участках. В итоге, в декабре армянские войска «отступили на границу Советской Армении», и территории Губадлинского и Зангеланского районов полностью вернулись под контроль Азербайджана.

## Уроженцы
- Искендеров, Мамед Абдул оглы — советский партийный и государственный деятель, Председатель Совета Министров Азербайджанской ССР (1959—1961), Председатель Президиума Верховного Совета Азербайджанской ССР (1961—1969).